# عمران فاروق
عمران فاروق هو سياسي باكستاني، ولد في 14 يونيو 1960 في كراتشي في باكستان، وتوفي في 16 سبتمبر 2010 في لندن في المملكة المتحدة. نشط حزبياً في الحركة القومية المتحدة. وقد انتخب عضو الجمعية الوطنية في باكستان ‏.